# Science Fiction (film)
Science Fiction is een Nederlands-Belgisch-Duitse film uit 2002 van Danny Deprez. Hij is gebaseerd op een verhaal van Jean-Claude van Rijckeghem en Chris Craps. De film is in het Duits bekend als Science Fiction - Sind Eltern Aliens?.
De film werd grotendeels opgenomen in de omgeving van Brugge.

## Verhaal
Andreas en zijn buurmeisje Vero denken dat de ouders van Andreas buitenaardse wezens zijn. Want waarom dragen de twee constant zonnebrillen, en waarom ziet de keukentafel er uit als een vliegende schotel? Andreas gaat met zijn vrienden op onderzoek uit en ze lijken het spoor van het buitenaardse bestaan te ontdekken.

## Boek
Auteur Stefaan Van Laere maakte van het scenario van Jean-Claude van Rijckeghem en Chris Craps een jeugdboek met dezelfde naam. Dit boek verscheen in 2002 bij uitgeverij Facet/Clavis.

## Cast
| Acteur             | Personage      |
| ------------------ | -------------- |
| Wendy van Dijk     | Rachel Decker  |
| Koen De Bouw       | Rik Decker     |
| David Geclowicz    | Andreas Decker |
| Fran Michiels      | Vero           |
| Jurre Baguet       | Kasper         |
| Wietse Tanghe      | Wiets          |
| Ilse Van Hoecke    | Lerares        |
| Dirk Van Dijck     | Vero's vader   |
| Liesbeth Kamerling | Ellen          |
| Carel Struycken    | Vreemde man    |

## Festival vertoning
- Nederland - Nederlands Filmfestival (2002)
- België - Gent Filmfestival (2002)
- Noorwegen - Kristiansand International Childrens Filmfestival (2003)
- Tsjechië - Zlin Filmfestival (2003)
- Zweden - Lund Fantastik Filmfestival (2003)
- Denemarken - Buster Children's Filmfestival (2003)
- Duitsland - Diversen o.a. Filmfestivals van Heidelberg, Hamburg en Frankfurt (2003)
- Verenigde Staten - Chicago International Children's Filmfestival (2003)